# European Maccabi Games 2015
| 14. European Maccabi Games | 14. European Maccabi Games |
| -------------------------- | -------------------------- |
|                            |                            |
| Veranstaltungsorte         | Berlin (Deutschland)       |
| Teilnehmende Länder        | 36                         |
| Teilnehmende Athleten      | ca. 2050                   |
| Sportarten                 | 19                         |
| Eröffnung                  | 27. Juli 2015              |
| Abschluss                  | 5. August 2015             |
| Chronik                    |                            |
| ← Frühere Makkabiot        |                            |

Die 14. European Maccabi Games (EMG2015) wurden vom 27. Juli bis zum 5. August 2015 in Berlin abgehalten. Die europäische Makkabiade findet im Vier-Jahres-Rhythmus statt, jeweils zwei Jahre nach der Makkabiade in Israel. Deutschland war zum ersten Mal als Austragungsort ausgewählt worden. 
Über 2000 Sportler aus 36 Ländern nahmen teil, die sich in 19 Sportarten maßen. Hauptaustragungsort der Spiele war das Olympiagelände Berlin.

## Sportarten
Die Spiele wurden in folgenden 19 Sportarten ausgetragen:
Badminton, Basketball, Bridge, Dressurreiten, Fechten, Feldhockey, Fußball, Futsal, Golf, Halbmarathon, Schach, Schwimmen, Squash, Tennis, Ten Pin Bowling, Tischtennis, Triathlon, Volleyball, Wasserball. Der Eintritt zu den Wettkämpfen war für alle Zuschauer frei.

## Eröffnungsfeier
Die offizielle Eröffnungsfeier der größten jüdischen Sportveranstaltung Europas fand am 28. Juli 2015 in der Waldbühne statt, wo 1936 bei den olympischen Spielen im nationalsozialistischen Deutschland die Wettkämpfe im Geräteturnen ausgetragen wurden. Bundespräsident Joachim Gauck übernahm die Schirmherrschaft über die 14. European Maccabi Games und hielt die Eröffnungsrede. Einen Staatschef als Schirmherr einer europäischen Makkabiade hatte es vorher noch nicht gegeben. Die Eröffnungsfeier wurde vom israelischen Produzenten Ran Tzahor konzipiert. Der Abend wurde von Palina Rojinski moderiert. Die traditionelle Entzündung des Makkabi-Feuers erfolgte erstmals durch eine Gruppe Motorradfahrer – in Erinnerung an die Motorradfahrer, die 1931 in einer Tour durch ganz Europa die Nachricht der erstmals stattfindenden Maccabiah in die Welt trugen. Unter anderem traten der deutsch-muslimische Sänger Adel Tawil und der amerikanisch-jüdische Künstler Matisyahu gemeinsam auf.

## Sportstätten
Bewusst gewählter Hauptaustragungsort der Spiele war der Olympiapark in Berlin. An diesem Ort wurden in der Zeit des Nationalsozialismus die olympischen Sommerspiele von 1936 ausgetragen, die Teilnahme jüdischer Sportler jedoch unterbunden.

## Unterkunft
Die 2300 Sportler waren im Estrel, Berlins größtem Hotel untergebracht. Damit wohnten zum ersten Mal während einer Makkabiade alle Teilnehmer unter einem Dach.

## Sportpaten
Die ersten Spiele in Deutschland wurden von prominenten „Sportpaten“ unterstützt, darunter der Tischtennis-Profi und Olympia-Medaillengewinner Dimitrij Ovtcharov und die Schwimmerin Sarah Poewe. Sie war die erste jüdische Athletin, die nach 1945 für Deutschland bei den olympischen Sommerspielen  2004 in Athen eine Medaille (Bronze in 4 × 100 m Lagen) gewann. Botschafter der European Maccabi Games 2015 in Berlin war Marcel Reif.

## Zitate
Die Wahl des Veranstaltungsortes hatte eine politische Bedeutung, mit der Teilnehmer und Politiker eine Botschaft für Toleranz und Offenheit und gegen Antisemitismus und Rassismus vermitteln wollen.
- Aus der Eröffnungsansprache des Bundespräsidenten Joachim Gauck: „Die Makkabi Spiele sind gewissermaßen zu ihren Wurzeln zurückgekehrt, denn die jüdische Sportbewegung ist ursprünglich in Deutschland entstanden, auch als Antwort auf wachsende Judenfeindlichkeit in der Gesellschaft“.[7]
- Bundeskanzlerin Angela Merkel schrieb in ihrem Grußwort im offiziellen Magazin: „Der von Deutschland begangene Zivilisationsbruch der Shoa steht tief in unserem Gedächtnis eingeschrieben. Angesichts der Vergangenheit kann Deutschland für die wiedererstarkte Vielfalt jüdischen Lebens unter uns und das neu gewachsene Vertrauen der Gäste aus dem Ausland nur zutiefst dankbar sein.“[8]
- „Das sind die Spiele der Versöhnung“, sagte Alon Meyer, Präsident von Makkabi Deutschland.[8]